# I Luv It (Psy)
I Luv It è un singolo del rapper sudcoreano Psy, pubblicato il 1º maggio 2017 come primo estratto dall'ottavo album in studio Psy 8th 4X2=8.

## Descrizione
Nel brano partecipano le due star Daimaō Kosaka, famoso per il brano del 2016 PAPP, e l'attore e modello sudcoreano Lee Byung-hun.

## Classifiche
| Classifica (2017) | Posizione massima |
| ----------------- | ----------------- |
| Corea del Sud     | 1                 |